# Argyre Planitia
Argyre Planitia je název velké impaktní pánve na jižní polokouli planety Mars. Má v průměru přibližně 800 km a jde tak o druhou nejvýraznější impaktní strukturu na rudé planetě po pánvi Hellas. Dostala jméno po mytickém ostrově Argyre, který byl dle řeckých pověstí celý ze stříbra.
Vně impaktní oblasti se nachází i 90 kilometrové pohoří Chalce Montes.